# Batalla de Dirraquio (1081)
La batalla de Dirraquio fue un enfrentamiento armado que tuvo lugar el 18 de octubre de 1081 entre el ejército del Imperio bizantino, encabezado por el emperador Alejo I Comneno, y los normandos provenientes de la Italia meridional capitaneados por Roberto Guiscardo, duque de Calabria y Apulia. La batalla se libró en las cercanías de la ciudad de Dirraquio, la capital bizantina de Iliria, y concluyó con una victoria normanda.
Tras la conquista normanda de la Italia bizantina y la Sicilia sarracena, el emperador bizantino Miguel VII Ducas acordó con Roberto Guiscardo la boda de su primogénito con la hija de este. Cuando Miguel fue depuesto en 1081, el duque normando tomó aquello como un pretexto para invadir el Imperio bizantino, por lo que tras desembarcar en el territorio de la actual Albania, su ejército asedió la ciudad de Dirraquio, siendo aprovechada la situación por los venecianos para dispersar la armada normanda como parte del acuerdo realizado por estos con el emperador de Bizancio. El 18 de octubre del mismo año, en las afueras de Dirraquio, los normandos se enfrentaron a un ejército bizantino dirigido por Alejo I Comneno. La batalla se inició cuando la derecha bizantina marchó contra el flanco izquierdo normando, que se rompió y huyó. Los mercenarios varegos se sumaron a la persecución de los normandos en retirada, pero se separaron de la fuerza principal y fueron masacrados. Los caballeros normandos atacaron entonces el centro bizantino, causando su huida y dejando la victoria en manos de los invasores.
Después de la captura de Dirraquio en febrero de 1082, los normandos avanzaron hacia el interior, haciéndose con la mayor parte de Macedonia y Tesalia. Sin embargo, Roberto se vio obligado a abandonar Grecia para defender a su aliado, el papa Gregorio VII, de un ataque del emperador germánico Enrique IV. Roberto dejó a su hijo Bohemundo de Tarento a cargo del ejército en Grecia. Bohemundo disfrutó de un éxito inicial al derrotar a Alejo Comneno en varias batallas. Sin embargo, finalmente fue derrotado por Alejo cerca de Larisa y se vio obligado a retirarse a sus dominios en Italia, perdiendo todas las conquistas realizadas anteriormente.

## Contexto histórico

El Ducado de Apulia y Calabria en la época de la batalla.

Los normandos llegaron por primera vez a la Italia meridional en 1015 desde el norte de Francia para servir a los señores lombardos locales como mercenarios contra el Imperio bizantino. Como se les pagaba con tierras, pronto se sintieron lo suficientemente poderosos como para desafiar la autoridad del papa, al que en 1054 derrotaron en la batalla de Civitate, tras lo que le obligaron a reconocer su supremacía. En 1059, el papa hizo a Roberto Guiscardo, de la Casa de Altavilla, duque de Apulia, Calabria y Sicilia. Sin embargo, la mayoría de Apulia y Calabria estaban en manos bizantinas, y Sicilia se encontraba dominada por los sarracenos.
En 1071, Roberto, junto con su hermano Roger I de Sicilia, tomaron el último baluarte bizantino en Italia, Bari y al año siguiente, conquistaron toda Sicilia, acabando con el Emirato de Sicilia. En 1073, el emperador bizantino Miguel VII envió un emisario a Roberto ofreciéndole la mano de su hijo Constantino para la hija del duque normando, Helena. Guiscardo aceptó el ofrecimiento y envió a su hija a Constantinopla. Sin embargo, en 1078, Miguel fue derrocado por Nicéforo Botaniates, evento que destruyó cualquier posibilidad de que Helena accediese a la dignidad de emperatriz. Esto llevó a Roberto a reclamar que su hija había sido objeto de malos tratos y le proporcionó un casus belli por el que invadir el Imperio. Sin embargo, su intervención se retrasó por una revuelta en Italia.
El duque normando reclutó a todos los hombres en edad militar en su ejército, sin hacer excepciones. Mientras tanto, envió un embajador a la corte bizantina con las órdenes de demanda para un tratamiento adecuado a Helena y para intentar ganarse al doméstico de las escolas, Alejo Comneno. Los resultados de estos intentos siguen siendo desconocidos, pero parece ser que el embajador normando obtuvo alguna garantía de Alejo y cuando regresaba a Italia, se enteró del éxito del golpe de este contra el entonces gobernante.
Cuando el embajador regresó, instó a Guiscardo a firmar la paz, alegando que Alejo quería la amistad con los normandos; a pesar de ello, el noble normando no tenía intenciones pacíficas, por lo que envió a su hijo Bohemundo con una avanzadilla hacia Grecia. Bohemundo desembarcó en Valona, al igual que lo haría su padre poco después.

## Preludio
Los ciento cincuenta barcos de la flota normanda, de los que sesenta eran transportes de caballos, navegaron hacia los territorios del Imperio bizantino a finales de mayo de 1081. El ejército contaba con treinta mil hombres, y además, con el respaldo de mil trescientos caballeros normandos. La flota se desplazó hasta Valona, donde se les unieron varios barcos de Ragusa, una república balcánica que era enemiga de los bizantinos.
Roberto Guiscardo pronto llegó a Valona y luego arribó a la isla de Corfú, cuya pequeña guarnición capituló ante la superioridad numérica normanda. Después de haber conseguido una cabeza de puente y un camino seguro para la llegada de refuerzos desde Italia, avanzó contra la ciudad de Dirraquio, capital y principal puerto de Iliria, que estaba bien defendida, y situada en una larga y angosta península paralela a la costa, pero separada de tierra firme por zonas pantanosas. Guiscardo llevó a su ejército a la península y montó su campamento cerca de los muros de la ciudad. Sin embargo, la flota de Roberto, mientras navegaba con rumbo a Dirraquio, fue alcanzada por una tormenta y perdió varias embarcaciones.
Cuando Alejo supo que los normandos se estaban preparando para invadir el territorio bizantino, envió un embajador al dux de Venecia, Domenico Selvo, solicitando ayuda y ofreciéndole a cambio derechos de comercio. El dux, alarmado por el control normando del canal de Otranto, tomó el mando de la armada veneciana y levó anclas con ella, sorprendiendo a la flota normanda de Bohemundo y cayendo sobre ella por la noche. Los normandos contraatacaron con tenacidad, pero su inexperiencia en el combate naval los traicionó: la experimentada armada veneciana atacó con una estrecha formación conocida como «puerto de mar» y junto con el uso de las «bombas» de fuego griego, dispersaron la línea normanda, tras lo que la flota veneciana pudo entrar en el puerto de Dirraquio.

## Sitio de Dirraquio

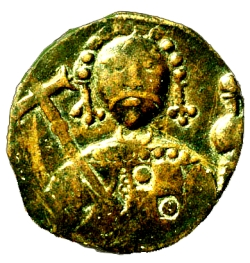
Moneda de Roberto Guiscardo.

Roberto no se desanimó por esta derrota naval y prosiguió con el asedio de Dirraquio. El comandante de la guarnición dirracense era el experimentado general Jorge Paleólogo, enviado por Alejo con la orden de resistir a toda costa mientras el emperador preparaba un ejército con el que liberar él mismo la ciudad.
Mientras tanto, una armada bizantina se unió a la veneciana y ambas atacaron a la flota normanda, que se dispersó de nuevo. La guarnición de Dirraquio consiguió aguantar todo el verano, a pesar de las catapultas, balistas y torres de asedio que desplegó Roberto, y, lejos de amedrentarse, hizo constantes salidas de la ciudad. Entre aquellas incursiones se destaca una en la que el general Paleólogo luchó durante todo un día con una punta de flecha en su cráneo, y otra en la que los asediados lograron destruir las torres de asedio de Roberto.
Durante el desarrollo del sitio, el campamento de Roberto fue asolado por una enfermedad, que según la historiadora y contemporánea de los hechos, Ana Comneno, se cobró la vida de hasta diez mil hombres, incluidos quinientos caballeros. Aun así, la situación de la guarnición de la ciudad se volvió más desesperada debido a los efectos de las armas de asedio normandas. Alejo se enteró de esto mientras se encontraba en Tesalónica con su ejército, por lo que hizo avanzar a la totalidad de sus fuerzas contra los normandos. Según Ana Comneno, Alejo tenía alrededor de veinte mil hombres, estimación que apoya el historiador moderno John Haldon, que señala además el tamaño del ejército bizantino entre dieciocho mil y veinte mil hombres. 
Consistían estos en tagmata –regimientos– de Tracia y Macedonia, cuyo número ascendía aproximadamente a cinco mil hombres; las unidades de elite de excubitores –caballeros pesados– y vestiaritai –arqueros–, que ascendían a alrededor de mil hombres, una fuerza de los llamados maniqueos –herejes bogomilos organizados en unidades militares–, que agrupaban a dos mil ochocientos hombres, caballería tesalia, levas balcánicas, infantería armenia y otras tropas ligeras. Además de tropas nativas, los bizantinos reclutaron sobre dos mil turcos y mil mercenarios francos, alrededor de mil varegos y siete mil auxiliares turcos enviados por el sultán selyúcida de Rum. Alejo también retiró el tagma de Heraclea Póntica y el resto de las guarniciones bizantinas en Anatolia. Al hacer esto último dejó la región a merced de las correrías de los turcos.

## Batalla

### Movimientos iniciales

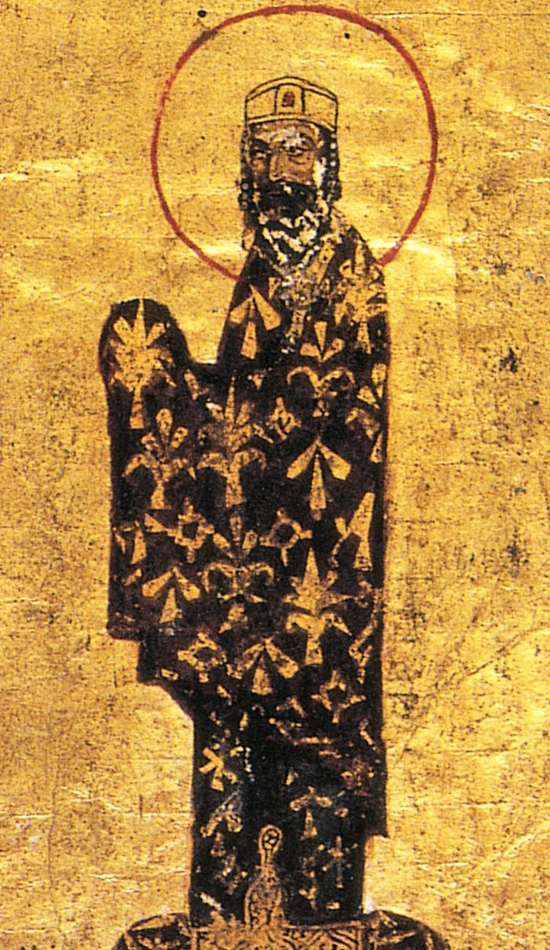
Ilustración de un manuscrito griego que representa a Alejo (Biblioteca Apostólica Vaticana, Roma).

Alejo avanzó desde Tesalónica y el 15 de octubre acampó cerca del río Charzanes, no muy lejos de Dirraquio. Llevó consigo un consejo de guerra formado por sus oficiales de mayor rango, a los que pidió consulta sobre cómo debía obrar; entre ellos estaba Jorge Paleólogo, que había conseguido salir de la ciudad. La mayoría de sus oficiales, incluido Paleólogo, le pidieron cautela. Sin embargo, Alejo ordenó un asalto inmediato, esperando así sorprender al ejército de Guiscardo por la retaguardia mientras este se hallaba ocupado con el cerco de la plaza. Alejo movilizó su ejército sobre unas colinas cercanas a la ciudad, planeando atacar a los normandos el día siguiente.
Para sorpresa de Alejo, Roberto había sido informado de su llegada por sus exploradores, y la noche del 17 de octubre desplazó sus tropas desde la península al continente. Enterado de aquel movimiento, Alejo tuvo que reconsiderar su plan de combate: dividió su ejército en tres columnas, con la izquierda encabezada por Gregorio Pacoriano, la izquierda por Nicéforo Meliseno y la central bajo su propio mando. Guiscardo formó sus líneas en oposición a Alejo, con el flanco izquierdo mandado por el conde de Giovinazzo, el derecho por Bohemundo y el centro bajo sus propias órdenes.
Los varegos se encontraban al frente de la línea principal, con una fuerte división de arqueros un poco detrás de ellos, con la orden de colocarse en la vanguardia y disparar varias descargas para después replegarse a su posición inicial. Los arqueros continuaron con esta táctica hasta que el ejército adversario llegó a sus proximidades.
Como ninguno de los ejércitos enfrentados se atrevía a asestar el primer golpe, Guiscardo decidió tomar la iniciativa y mandó un destacamento de caballería del centro a lanzar un ataque sobre las posiciones bizantinas, esperando con esto dispersar a los varegos, pero el plan falló cuando la caballería se vio obligada a retroceder por la lluvia de flechas arrojadas contra ellos. El flanco derecho normando cargó de repente hacia el punto al que se dirigía la derecha y centro bizantinos, dirigiéndose principalmente contra el ala izquierda de los varegos, que aguantaron su acometida mientras la izquierda bizantina, incluyendo algunas de las tropas de élite de Alejo, atacaban a los normandos. La formación normanda se desintegró y huyeron hacia la playa, dónde, según Ana Comneno, fueron reconducidos al combate por la esposa de Guiscardo, Sichelgaita, a la que describe «como otra Palas, si no una segunda Atenea».

### Colapso bizantino

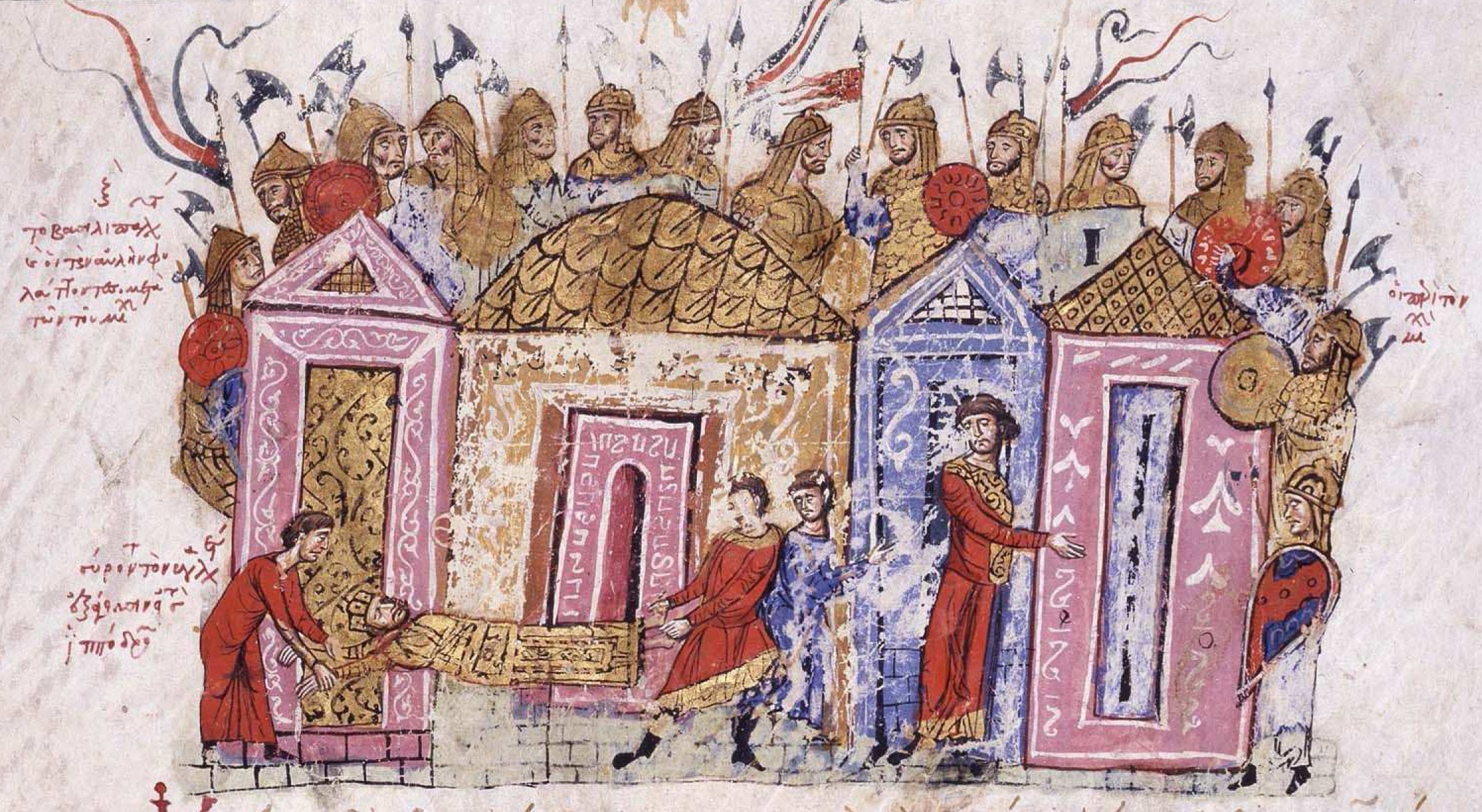
La Guardia varega, ilustración de Sinopsis de la historia, de Juan Escilitzes (Biblioteca Nacional de España, Madrid).

Al mismo tiempo, el centro y la derecha bizantinos tuvieron que participar en las escaramuzas con los normandos frente a ellos. Sin embargo, con la caída del flanco derecho normando, los caballeros quedaron en peligro de ser flanqueados. En este punto, los varegos –una unidad formada principalmente por anglosajones que habían abandonado Inglaterra tras la conquista normanda– se sumaron a la persecución de la derecha normanda y con sus grandes hachas, atacaron a los caballeros normandos, que fueron expulsados después entre el pánico de sus caballos. Tras esta acometida, los varegos, agotados, se separaron de la fuerza principal, por lo que no estaban en condiciones de resistir ningún asalto. Guiscardo envió entonces una fuerza de lanceros y ballesteros contra el flanco de los varegos y les infligió numerosas bajas: los pocos supervivientes huyeron hasta la iglesia del arcángel Miguel, dónde los normandos los encerraron y prendieron fuego a la iglesia, pereciendo todos los varegos bajo las llamas.
En aquellos mismos momentos, Jorge Paleólogo lanzó una incursión fuera de Dirraquio en apoyo de Alejo, pero falló al intentar aliviar la situación. Pero esta aún iba a empeorar más, pues un vasallo de Alejo, Constantino Bodin de Doclea, cambió de bando en medio del combate y los turcos que habían sido enviados por el sultán selyúcida Suleiman ibn Kutalmish siguieron el ejemplo de Constantino y desertaron.
Privado de su flanco izquierdo –ocupado con la persecución de la derecha normanda–, Alejo quedaba expuesto en el centro, por lo que Guiscardo envió su caballería pesada contra el centro bizantino. En un primer momento, los hostigadores bizantinos se dividieron en pequeños destacamentos y quebraron las líneas bizantinas en diversos puntos. La carga normanda destrozó las filas bizantinas y causó la retirada general. El campamento imperial, que se había dejado sin vigilancia, quedó a merced de los normandos.
Alejo y su guardia resistieron durante un largo tiempo, pero acabaron retirándose, y Alejo se separó de su guardia, siendo atacado por soldados normandos, herido en la frente y perdiendo por ello mucha sangre, pero finalmente pudo escapar a Ohrid, donde se reagrupó con los restos de su ejército.

## Consecuencias
La derrota constituyó un serio revés para Alejo: el historiador Jonathan Harris afirma que la derrota fue «tan grave como la de Manzikert». Perdió cerca de cinco mil de sus hombres, incluyendo a la mayoría de los varegos. Las bajas de Guiscardo son desconocidas, pero John Haldon las cifra como sustanciales, la mayoría producidas tras el derrumbe y huida de dos flancos. Robert Holmes explica: «La nueva táctica caballeresca de carga con lanza —firmemente acomodada bajo el brazo une el impacto producido por el hombre y el caballo— decide el resultado de la batalla».
Jorge Paleólogo no fue capaz de volver a entrar en la ciudad tras la batalla y tuvo que marcharse junto a la fuerza principal. La defensa de la ciudadela fue llevada por los venecianos, si bien la ciudad fue gobernada por un albanés llamado Komiskortes.
En febrero de 1082, Dirraquio cayó después de que los ciudadanos venecianos y amalfitanos abriesen las puertas a los normandos. Las tropas normandas se hicieron con gran parte del norte de Grecia sin hallar mucha resistencia.
Pero cuando Roberto se hallaba en Kastoriá, llegaron mensajeros desde Italia que avisaron de que Apulia, Calabria y Campania se habían sublevado y que el emperador germánico, Enrique IV, se encontraba a las puertas de Roma y asediaba al papa Gregorio VII, un aliado de los normandos. Alejo había negociado una alianza con Enrique IV y le había enviado trescientas sesenta mil piezas de oro como donativo, tras lo que el emperador germánico respondió invadiendo Italia y atacando al papa. Guiscardo se apresuró a volver a Italia, dejando a Bohemundo al mando de las fuerzas instaladas en Grecia.
Alejo, desesperado por obtener dinero, había ordenado confiscar todo el tesoro de la iglesia. Con este dinero, Alejo levantó un ejército nuevo cerca de Tesalónica con el que esperaba expulsar a Bohemundo. Sin embargo, Bohemundo le derrotó en dos batallas: una cerca de Arta y otra cerca de Ioánina, lo que dio a los normandos el control de Macedonia y de la cercana Tesalia. Animado por esos éxitos, Bohemundo avanzó con su ejército contra la ciudad de Larisa, donde le esperaba Alejo, que había reclutado otro nuevo ejército, al que se sumaban siete mil turcos enviados por el sultán selyúcida, y con el que avanzó sobre los normandos en Larisa y los derrotó. El desmoralizado ejército normando tuvo que volver a la costa y navegar hacia Italia. Al mismo tiempo, Alejo concedió a los venecianos una colonia comercial en Constantinopla, así como una exención de impuestos sobre el comercio a cambio de que renovasen su ayuda, ofrecimiento al que los venecianos contestaron reconquistando Dirraquio y Corfú para devolverlos después al Imperio bizantino. Estos últimos movimientos hicieron volver el Imperio al statu quo previo a la guerra y marcaron el inicio de la restauración Comneno.